# آلکساندریت
آلکساندریت  (به انگلیسی: Alexandrite) با فرمول شیمیایی Al2BeO4 از مجموعه کانی هاست و خواص فیزیکی و شیمیایی آن شبیه کریزوبریل است. نام آن از سزار روس آلکساندر دوم گرفته شده‌است. نامحلول در اسیدها و ذوب نمی‌شوند. Al2O۳:۸۰٫۲۹٪ BeO:۱۹٫۷۱٪ برای اولین بار در روسیه کشف شد و از نظر شکل بلور: رومبوئدر- ماکله، رنگ: سبز روشن - سبز زمردی تا قرمز - بنفش و در رده‌بندی اکسید است
، از نظر ژیزمان کمیاب است و بیشتر در روسیه (اورال مرکزی)، زیمبابوه، تانزانیا، برزیل، برمه و ماداگاسکار یافت می‌شود.